# Glommersträsk
Glommersträsk is een plaats in de gemeente Arvidsjaur in het landschap Lapland en de provincie Norrbottens län in Zweden. De plaats heeft 306 inwoners (2005) en een oppervlakte van 151 hectare. De plaats ligt op vijfenveertig kilometer van de plaats Arvidsjaur. De plaats ligt aan het meer Glommersträsket dat uit een van elkaar gescheiden oostelijk en westelijk deel bestaat. De plaats wordt omringd door zowel naaldbos als landbouwgrond.

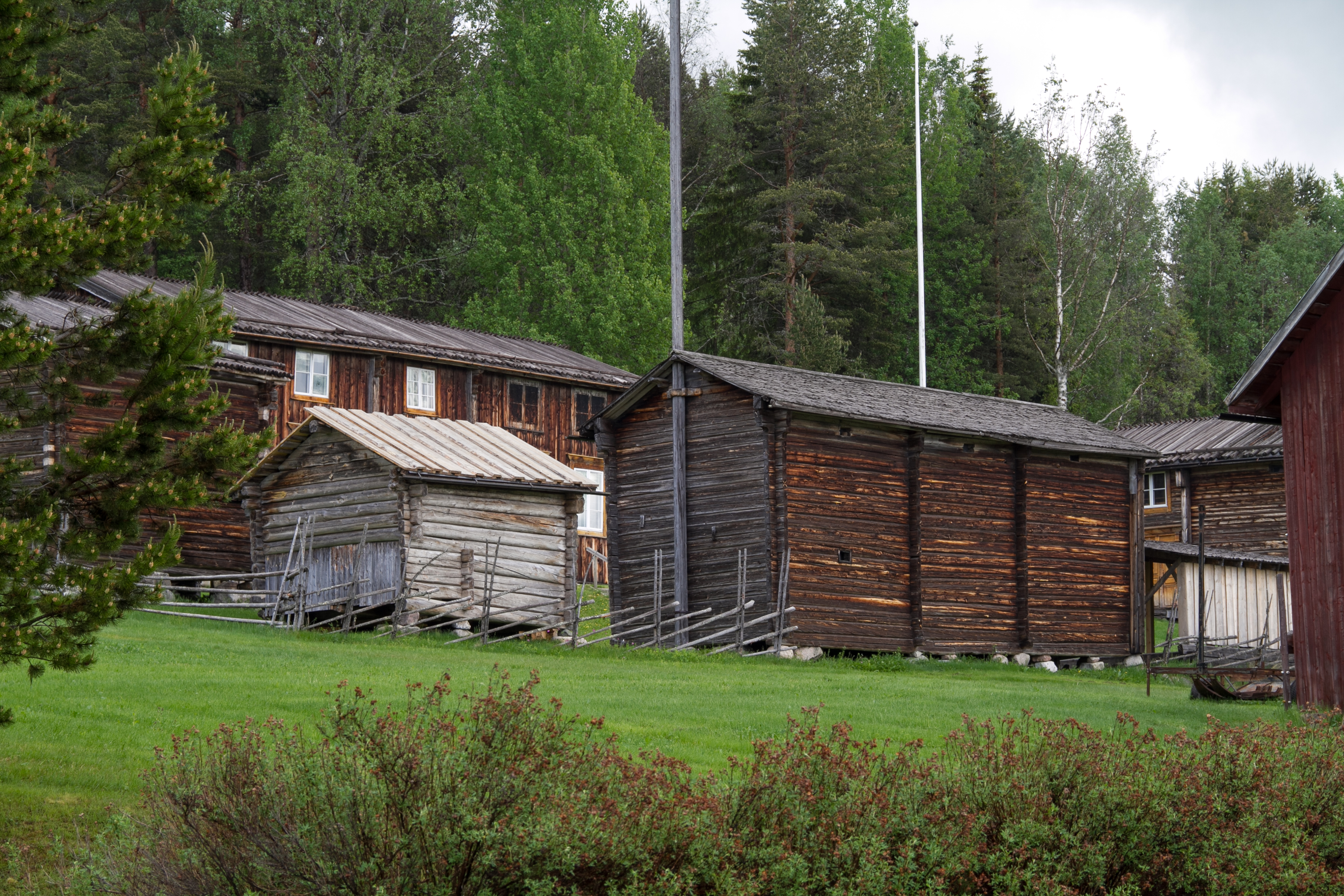
Heemkundemuseum
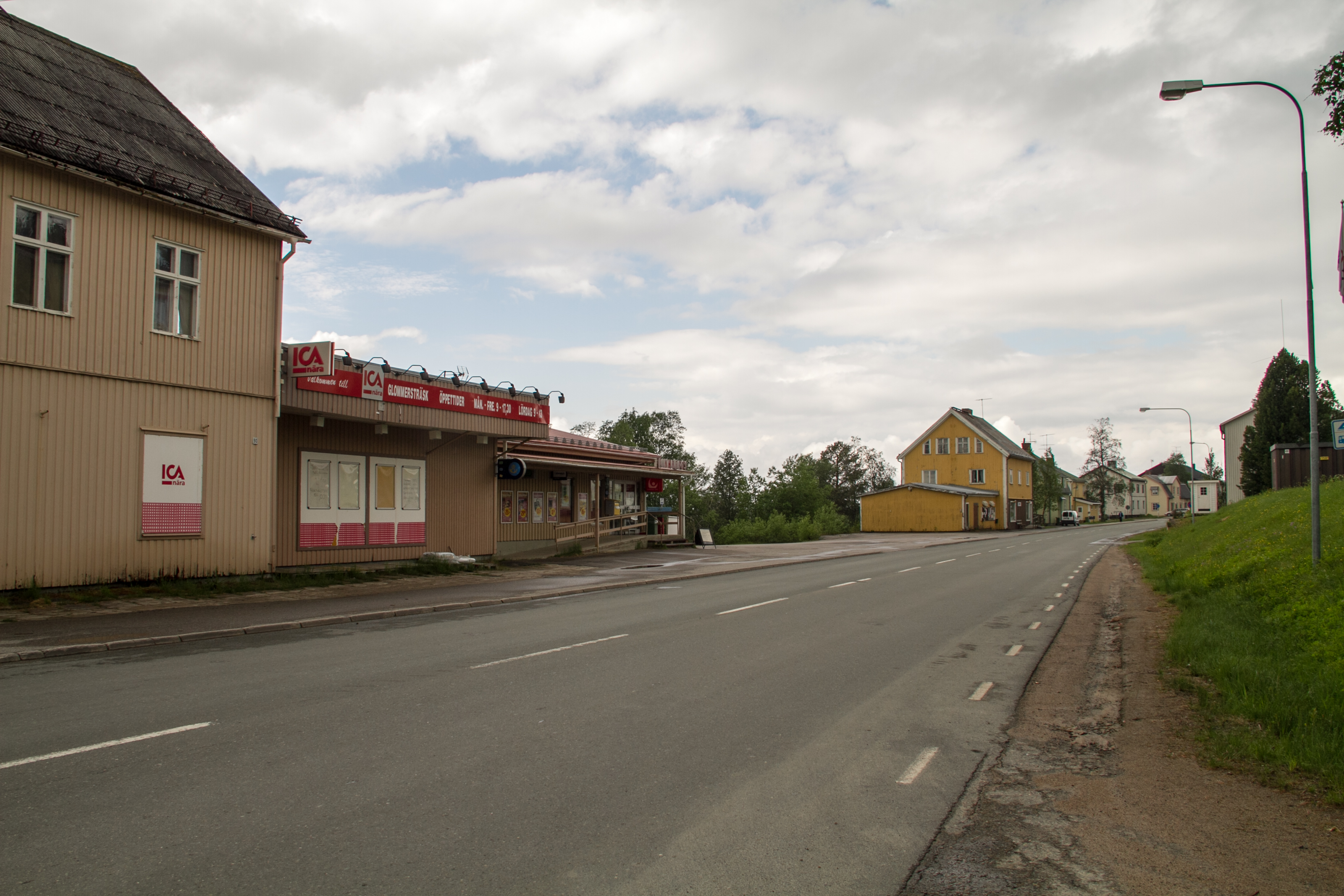
Straat in Glommersträsk

## Verkeer en vervoer
Bij de plaats lopen de Riksväg 95 en Länsväg 365.
Door de plaats liep de spoorlijn Arvidsjaur - Jörn.
Bestuurscentrum: Arvidsjaur (tätort)
Tätort: Glommersträsk · Moskosel ·
Småort: Abborrträsk · Auktsjaur · Järvträsk · Lauker